# Turó de Collsapalomera
El Turó de Collsapalomera és una muntanya de 660 metres que es troba al municipi de Sant Sadurní d'Osormort, a la comarca d'Osona.